# Luna Miguel
Luna Miguel (Alcalá de Henares, Madrid, 6 de novembre de 1990) és escriptora en castellà, resident a Barcelona des de 2011. Periodista i editora, ha traduït autors com Marcel Schwob, Cassandra Troyan, Tracy K. Smith i Arthur Rimbaud. El 2018 va publicar la novel·la El funeral de Lolita. Activista de les xarxes socials, ha estat editora i periodista. Entre el 2013 i el 2018 ha escrit per a la revista digital PlayGround.

## Obra

### Poesia
- Estar enfermo, Córdoba, La Bella Varsovia, 2010, 80 p. ISBN .
- Poetry is not dead, Madrid, DVD, 2010; edición corregida en La Bella Varsovia, 2013, 69 p. ISBN .
- Pensamientos estériles, Madrid, Cangrejo Pistolero, 2011, 90 p. ISBN.
- La tumba del marinero, Córdoba, La Bella Varsovia, 2013.
- Los estómagos, 2015.
- El arrecife de las sirenas, 2017.

### Antologies de poesia
- Tenían veinte años y estaban locos, Córdoba, La Bella Varsovia, 2011.
- Sangrantes, Córdoba, La Bella Varsovia, 2013.
- Vomit, Córdoba, La Bella Varsovia, 2013.
- Serial, en colaboración con Ana Santos. Almería, El Gaviero, 2014.

### Relats
- Exhumación, junto con Antonio J. Rodríguez. Madrid, Alpha Decay, 2010.

### Assajos
- El dedo. Breves apuntes sobre la masturbación femenina, 2016.

### Novel·les
- El funeral de Lolita, Barcelona, Lumen, 2018.